# Нова Сходня
Нова Сходня (пол. Nowa Schodnia, нім. Neu Schondia) — село в Польщі, у гміні Озімек Опольського повіту Опольського воєводства.
Населення — 241 особа (2011).

## Демографія
Демографічна структура станом на 31 березня 2011 року:
|          | Загалом | Допрацездатний вік | Працездатний вік | Постпрацездатний вік |
| -------- | ------- | ------------------ | ---------------- | -------------------- |
| Чоловіки | 115     | 16                 | 82               | 17                   |
| Жінки    | 126     | 10                 | 82               | 34                   |
| Разом    | 241     | 26                 | 164              | 51                   |